# Chlorure de rubidium 82
Le chlorure de rubidium 82 est du chlorure de rubidium RbCl constitué de l'isotope 82Rb. Il est utilisé en solution aqueuse pour réaliser des scintigraphies myocardiques par tomographie par émission de positrons, le 82Rb étant un émetteur de positrons par désintégration β+ :
82
37Rb ⟶ 82
36Kr + e+ + νe.
Il a une demi-vie de seulement 1,27 minute et est produit in situ par des générateurs 82Sr/82Rb.